# Šaušḫalla
Šaušḫalla ist eine palaische Göttergruppe unbekannter Funktion. In hethitischen Ritualen wurde sie zusammen mit Ziparwa verehrt. In palaischen Götterlisten steht die Gruppe an siebter Stelle, nach Kamama und vor dem Hausgenius Ḫilanzipa. Der ungeklärte Name kann allenfalls zu hethitisch šapašalli- „Späher, Wächter“ gestellt werden.